# Apura xanthosoma
Apura xanthosoma är en fjärilsart som beskrevs av Turner 1916. Apura xanthosoma ingår i släktet Apura och familjen vecklare. Inga underarter finns listade i Catalogue of Life.